# 波兰裔澳大利亚人
波兰裔澳大利亚人指的是有部分或全部波兰血统的澳大利亚公民或居民，也指生活在澳大利亚的波兰公民。
2006年的数据显示，有52254名澳大利亚居民自称出生在波兰。波兰裔人口最多的澳大利亚城市为墨尔本（16439人），其次是悉尼（12514人），之后是阿德莱德（5859人）和珀斯（5142人）。
2021年数据显示，有45884名澳大利亚居民自称出生在波兰。波兰裔人口最多的澳大利亚州份是維多利亞州（14202人），其次是新南威爾士州（13830人），第三是昆士蘭州（5740人）。
在15年的时间里，生于波兰的澳大利亚居民的人口减少了6370人。在同一时间段里，宣称自己有波兰血统的澳大利亚公民人数从2006年的163802增长至209284，上升了45482人。
生于波兰，居住在澳大利亚的人口中，其身份主要都是澳大利亚公民（占90.3%），且大部分都是基督徒（占82.4%），还有很大一部分在家依旧会使用波兰语（占70.0%）。其中大约有78%的人是在1990年之前来到澳大利亚的。
2006年数据显示，共有163802名澳大利亚居民自称有波兰血统，要么是纯波兰血统，要么混有其他血统。2011年数据显示，这一人数已上升至170354。
波兰裔澳大利亚人基本都是天主教徒，2021年数据显示，在自称会在家使用波兰语的人当中，有71.8%的人自称是天主教徒，而2016年时，该数据为76%。剩余人口要么无宗教信仰，要么信仰基督教其他教派，另有0.5%的人自称是犹太教徒，而2016年时，该数据为1%。